# پابینی
پابینی (به انگلیسی: Pabeni) یک منطقهٔ مسکونی در پاکستان است که در خیبر پختونخوا واقع شده‌است.